# Shenphen
Shenphen Rinpocse, vagy korábbi nevén Ronan Chatellier (Franciaország, 1969. január 10.) buddhista tanító és láma a tibeti buddhista hagyományból. 16 évesen szentelte fel először (1985) Tubten Zopa Rinpocse láma, majd a teljes felszentelést Őszentségétől a 14. dalai lámától kapta. Később Rinpocsét a Kharnang kolostori (Tibet) Gendun Rabgye láma tulkujaként ismerték fel, amivel Rinpocse a kevés nyugaton újjászületett lámák egyike lett.

## Tanítók
Shenphen Rinpocse Láma első tanítója a gelug mester, Khenszur Geshe Tegcsok volt. További fontos tanítója Tubten Zopa Rinpocse láma, a 14. dalai láma[forrás?], Gomo Tulku, de Gendun Rinpocse láma és Dilgo Khjence Rinpocse is. 

## Tevékenység

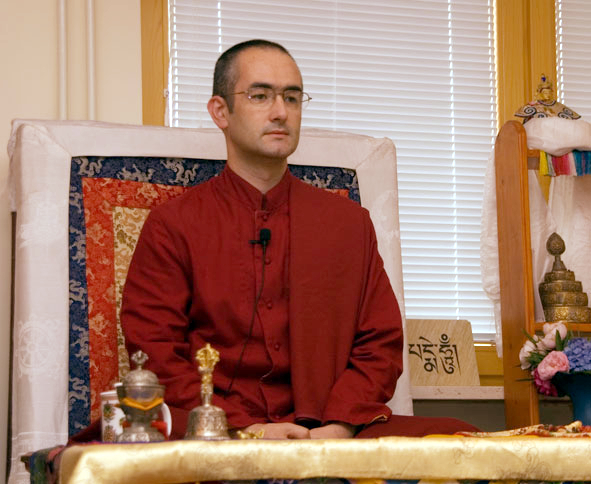
Shenpen Rinpocse 2007-ben

Fiatal korától kérnek Rinpocsétől tanítást, és 1986-tól tanít is. Egy kolostorban töltött néhány év után Rinpocse Párizsban elvégzett néhány orvosi tanulmányt, majd hamarosan humanitárius tevékenységekben vett részt több mint 5 éven keresztül, főleg Indiában, de Nepálban és Oroszországban is (utcagyerekekért). Az AMCHI szövetséget missziók szervezését támogatólag hozták létre. 1998 & 2001 között Zopa Rinpocse Láma, a Mahájána Hagyomány Megőrzéséért Alapítvány FPMT spirituális vezetőjének tanácsára Shenphen Rinpocse egy görög elvonulási központ vezetője volt. Ezt követően Spanyolországba ment, hogy 2002-ig egy kis központot nyisson.
2000-ben Rinpocse létrehozta a Dharmaling Buddhista Közösséget. Rinpocse rendszeresen utazik Magyarországra, Ausztriába, Franciaországba és Oroszországba.
2002 óta Rinpocse Szlovéniában van, ahol megnyitotta az első (és mostanáig egyetlen) buddhista templomot, gyakorlások és tanítások teljes programjával.
Shenphen Rinpocse láma ismert gyógyító is. Rinpocse 20 éve fogad embereket, hogy mantrákkal és meditáción keresztül gyógyítson és kezeljen fizikai és mentális zavarokat egyaránt.

## Hagyomány
A hagyományos képzéssel, a tibeti buddhista hagyományból számos átadással rendelkező Shenphen Rinpocse láma olyan buddhizmust szeretne tanítani, amely mentes a tibeti kultúra ráhatásaitól, és túl van a tibeti társadalom számos oktatási és politikai gyökerű korlátain, valamint az egyes iskolák (nyingma, szakja, kagyü, gelug) különbözőségein. 
Rinpocse olyan buddhizmust szeretne, amely többet foglalkozik a társadalommal – több szolgálatot nyújtva az általános közönségnek (kórházak látogatása, oktatás iskolában, stb.), a dharmát a gyakorlati életben alkalmazva. Ennek érdekében Rinpocse évekkel ezelőtt foglalkozni kezdett azzal, hogy a tibeti buddhista vonalat – torzítás nélkül – hozzáférhetővé tegye a nyugat számára. E hozzáidomítás vonatkozik a ruházatra is. Rinpocse nyugatiasabb buddhista öltözetet hozott létre.

## Bibliográfia
Sok tanítás lett lejegyezve és szabadon hozzáférhetővé téve a Dharmaling honlapján. Néhányat lefordítottak magyarra, franciára és szlovénre is. 

## Viták és jogi ügyek
Ronan Chatellier, ismertebb nevén Shenphen Rinpocse, a Dharmaling buddhista közösség egykori vezetője Szlovéniában és Franciaországban, számos súlyos vád és jogi eljárás célpontja lett.

### Szlovéniai gyermekbántalmazási ügyek
Szlovéniában 2012 óta folyik büntetőeljárás Chatellier ellen, három gyermekkel szembeni szexuális visszaélés gyanújával. Az ügyészség szerint a vádlott a dharmalingi közösségben, tanítói minőségében követte el a visszaéléseket. A gyanú szerint a három kiskorú áldozat a közösséghez tartozott, és a vádak között szexuális zaklatás, illetve visszaélés szerepel. Chatellier éveken át bujkált a hatóságok elől, míg végül 2025-ben Franciaországban letartóztatták európai elfogatóparancs alapján.
A francia igazságügyi hatóságok azonban 2025 májusában elutasították a kiadatását Szlovéniának, így továbbra sem került szlovén bíróság elé.

### Korábbi franciaországi vitatott esetek
A nemzetközi sajtóban több alkalommal is felmerültek viták Ronan Chatellier franciaországi tevékenységével kapcsolatban, különösen a gyermekvédelmi botrányok kapcsán. Bár a híres Outreau-ügy (2000–2005) nem kapcsolódik közvetlenül Chatellierhez, a francia igazságszolgáltatás és gyermekvédelmi szervek működésének kritikája rávilágított arra, hogy a hasonló ügyekben gyakran nehéz az igazságszolgáltatás helyes működése, különösen spirituális vezetők esetében. Chatellier franciaországi működését is többször érték kritikák, de a szlovén ügyekhez hasonló, részletesen dokumentált büntetőeljárásról a francia sajtóban nem jelent meg konkrét vádemelés.